# Военная экономика

Военные расходы на 2007 год, по отдельным государствам.

Вое́нная эконо́мика, Экономика военная:
- отрасль экономики государства, которая в широком понимании охватывает все экономические вопросы военного дела, обеспечивает оборонный (военный) потенциал государства.
- наука и учебная дисциплина, изучающая закономерности экономического обеспечения военного дела в государстве (обороны, строительства, содержания вооружённых сил и так далее), составная часть военной науки[источник не указан 3693 дня].

## История
«Ничто так не зависит от экономических условий, как именно армия и флот. Вооружение, состав, организация, тактика и стратегия зависят прежде всего от достигнутой в данный момент ступени производства и от средств сообщения»— Ф. Энгельс
Многих выдающихся государственных деятелей волновали вопросы военной экономики, которая появилась с возникновением военного дела. В России первые работы по проблемам военной экономики появились в XIX веке. В конце XIX — начале XX века стали более активно выходить научные работы, посвященные изучению взаимосвязи вооружённых сил, военных действий и военной экономики в различных государствах.

## Отрасль экономики
Развитие военной экономики неразрывно связано с общим развитием экономического потенциала государства, её возможностей по функционированию в условиях военных действий (войны) и удовлетворением потребностей вооружённых сил (ранее рати, войска) в военное время и мирное время.
Военная экономика включает создание мощных отраслей оборонной (военной) промышленности, наращивание их производственных возможностей, соответствующее географическое размещение оборонных (военных) предприятий на территории государства, установление между ними устойчивых экономических и научно-технических связей, освоение новых технологий, подготовку энергетики, развитие сельского хозяйства, здравоохранения, сети государственной связи, транспортной сети с учётом обеспечения операций, проведение защитных мероприятий по гражданской обороне.
Военная экономика не обособлена от гражданской — целый ряд отраслей и предприятий выпускают как гражданскую, так и военную продукцию либо производят продукцию, которая потребляется и в гражданских и в военных секторах экономики (продукция двойного назначения) (обувь, ткани, одежда, продовольствие, транспорт и тому подобное).

Это объясняется тем, что военная экономика и как объективная реальность и как наука развивается в специфических условиях. Специфика состоит в том, что военная экономика является, с одной стороны, частью экономики народного хозяйства, которой свойственны рыночные отношения с регулированием происходящих в ней отношений через спрос и предложение. С другой — она обслуживает систему, именуемую военной организацией государства с её сугубой централизацией управления, высочайшей ответственностью за конечные результаты функционирования — обеспечение военной безопасности государства.— Викулов С. Ф. Проблемы подготовки военно-научных кадров // Независимое военное обозрение, 21 декабря 2012 года.

### Состав
Включает сферы производства разнообразных видов военной продукции, их распределение, обмен и потребление:
- производство средств производства военной продукции (оборонное производство);
- производство предметов потребления, для людей занятых в оборонном производстве и для личного состава Вооружённых сил;
- производство конечной продукции (боевая техника и вооружение).

## Составная часть военной науки
Военная экономика — составная часть военной науки. Она изучает взаимосвязи между военными (боевыми) действиями (вооружёнными конфликтами, войной) и экономикой, вопросы оценки и сопоставления военно-экономических потенциалов противоборствующих государств (коалиций государств), определение форм и путей мобилизационной подготовки экономики (народного хозяйства) и его перевода на военное положение в случае необходимости, обеспечение эффективности системы функционирования военной экономики и использования ресурсов, направляемых на военные цели и так далее.
Военная экономика как наука — система знаний об экономических процессах и явлениях, складывающихся в различных сферах оборонной деятельности государства. В этом смысле военная экономика тесно связано с экономической и военной наукой. Основным предметом исследования науки военной экономики являются экономические основы:
- обеспечения обороны и безопасности государства (страны);
- обеспечения военно-экономического потенциала государства (страны);
- обеспечения мобилизационной подготовки экономики (народного хозяйства) государства (страны);
- обеспечения исполнения воинской обязанности и военной службы;
- обеспечения сотрудничества в военной сфере;
- взаимосвязи между войной (вооружёнными конфликтами) и экономикой;

### Состав предмета «Военная экономика»
Примерный:
- Основы экономической теории.
  - Введение в экономической теории.
    - Предмет и метод экономической теории.
    - Основные этапы и направления развития экономической мысли.
    - Значение экономических знаний для офицерских кадров.

  - Формы организации экономической деятельности.
    - Основные формы хозяйствования.
    - Рынок, его роль и функции в смешанной экономике.
    - Современные экономические порядки.
    - Проблема глобализации и экономической интеграции.
- Основы микроэкономики.
  - Основы теории спроса и предложения.
    - Спрос и предложение в механизме рынка.
    - Взаимодействие спроса и предложения.
    - Ценовая эластичность спроса и предложения.

  - Основы потребительского поведения.
    - Полезность и предпочтения потребителей.
    - Оптимальный выбор потребителя.

  - Фирма в рыночной экономике.
  - Производство и издержки фирмы.
    - Понятие производства и производственной функции.
    - Издержки и прибыль фирмы.

  - Конкуренция и монополия на рынке.
    - Типы рыночных структур. Фирма в условиях совершенной конкуренции.
    - Фирма в условиях несовершенной конкуренции. Монополия.
    - Монополистическая конкуренция и олигополия.

  - Рынок труда, заработная плата и занятость.
    - Рынок труда, спрос и предложение труда, занятость.
    - Заработная плата и её структура в российской экономике.

  - Рынок капитала и земли.
    - Рынок капитала, процентная ставка и инвестиции.
    - Рынок земли и земельная рента.

  - Экономическая роль государства.
    - Провалы рынка и экономические цели государства.
    - Экономические функции государства и задачи правительства.
- Основы макроэкономики.
  - Национальная экономика.
    - Макроэкономика как составная часть экономической науки.
    - Основные макроэкономические показатели.
    - Система национальных счетов.

  - Макроэкономическое равновесие.
    - Потребление, сбережения и инвестиции в национальной экономике.
    - Макроэкономическая модель «доходы — расходы». Мультипликатор.
    - Совокупный спрос и совокупное предложение. Равновесие на товарном рынке.

  - Деньги и денежно-кредитная система.
    - Деньги и денежное обращение.
    - Денежный рынок. Равновесие на денежном рынке.
    - Банковская система и кредитно-денежная политика.
    - Инфляция и её виды.

  - Финансовая система и бюджетно-налоговая политика.
    - Финансы. Государственный бюджет.
    - Государственные расходы и налоги.
    - Финансовый рынок, его назначение и структура.

  - Экономический рост и его циклы.
    - Теоретические основы экономического роста и развития.
    - Экономический рост и его типы.
    - Цикличность развития экономики.
- Элементы мировой экономики.
  - Международные экономические отношения.
    - Мировое хозяйство и мировой рынок
    - Формы экономического сотрудничества в системе мирового хозяйства
    - Международные валютные отношения
- Переходное состояние и процессы в национальных экономиках.
  - Переходный процесс в экономике Российской Федерации (России).
    - Сущность и функции переходного состояния.
    - Особенности переходных процессов в экономике России.
    - Направления структурных реформ российской экономики.
    - Переходный процесс и обороноспособность.
- Основы военной экономики, экономическое обеспечение военной мощи государства.
  - Взаимосвязь военной мощи государства и военной экономики.
    - Военная безопасность как составляющая национальной безопасности России.
    - Военная мощь и военно-экономический потенциал.
    - Военная экономика в структуре национальной экономики.

  - Военно-экономический процесс и его эффективность.
    - Структура военно-экономического процесса.
    - Эффективность военно-экономической деятельности.
    - Виды и методы военно-экономического анализа.

  - Военный рынок и особенности его функционирования.
    - Военный рынок в структуре смешанной экономики.
    - Особенности функционирования внутреннего военного рынка.
    - Государственный оборонный заказ и система военной контрактации.
    - Мировой рынок военной продукции.
- Военно-экономическая политика государств.
  - Экономическое обеспечение обороноспособности государства.
    - Сущность экономического обеспечения обороноспособности.
    - Экономическое обеспечение обороноспособности — фактор военной безопасности.
    - Конверсия военного производства.
    - Проблемы экономической мобилизации.

  - Финансовое обеспечение военно-экономических потребностей.
    - Влияние экономической нестабильности на удовлетворение военно-экономических потребностей.
    - Федеральный бюджет как источник военного финансирования.
    - Формирование и использование военного бюджета.
    - Финансирование национальной обороны.

  - Правовое регулирование военно-хозяйственной деятельности.
    - Правовое положение формирований.
    - Правовой режим имущества формирований.

  - Теоретические основы управления Тылом вооружённых сил (ВС) и других войск (сил) государства.
    - Экономические особенности организации системы управления тылом силовых структур государства в условиях создания межведомственной унифицированной системы тылового обеспечения (МУСТО).
    - Влияние экономических и военно-политических условий на создание и функционирование системы управления тылом силовых структур государства.

  - Экономика Тыла ВС и других войск (сил) как военно-экономическая система.
    - Тыл ВС и других войск (сил) как военно-экономическая система, её характерные черты.
    - Экономические законы, их действие и использование в сфере Тыла ВС и других войск (сил).
    - Труд сферы Тыла ВС и других войск (сил) и особенности её продукта.
    - Современные методы повышения экономической эффективности деятельности Тыла ВС и других войск (сил).